# زندگی عادی
زندگی عادی (انگلیسی: Normal Life) فیلمی در ژانر سرقت به کارگردانی جان مک‌ناتن است که در سال ۱۹۹۶ منتشر شد.

## بازیگران
- لوک پری
- اشلی جاد
- کیت والش
- پنولوپه میلفورد
- بروس ای یونگ
- تام تولس